# Le Saint détective magazine
Le Saint détective magazine est une revue de nouvelles policières.

## Présentation
C’est la version française de The Saint Magazine publié aux États-Unis, même si le contenu est différent. Le nom fait référence au personnage de Simon Templar dit Le Saint créé par Leslie Charteris en 1928.
La Librairie Arthème Fayard, qui détient les droits pour la France de Leslie Charteris, publie le premier numéro en mars 1955. La revue est indiquée comme « revue mensuelle présentée par Leslie Charteris ». Les couvertures sont illustrées d’un dessin différent à chaque numéro représentant Le Saint.
Pierre Boileau, Pierre Nord et Francis Didelot y tiennent une rubrique de critiques de romans policiers, de films et de spectacles.
Au sommaire du premier numéro, on trouve des noms prestigieux comme William Campbell Gault, Agatha Christie, Georges Simenon, Ben Hecht, et Leslie Charteris qui publiera une nouvelle dans chaque numéro.
La revue cesse de paraître en 1968 après 154 numéros contenant plus de mille nouvelles écrites par deux cent cinquante auteurs, dont soixante-dix francophones.

## Quelques auteurs
Cette liste n’est pas exhaustive et n’y figurent que des auteurs ayant une page dans Wikipédia en français.
- Cleve Franklin Adams
- David Alexander
- Margery Allingham
- Isaac Asimov
- Michael Avallone
- Josephine Bell
- André Benzimra
- Nicholas Blake
- Lawrence G. Blochman
- Pierre Boileau
- Ray Bradbury
- Ernest Bramah
- Gil Brewer
- Fredric Brown
- Leo Bruce
- Christopher Bush
- Erskine Caldwell
- John Dickson Carr
- Leslie Charteris
- Peter Cheyney
- Agatha Christie
- Octavus Roy Cohen
- Joseph Commings
- William R. Cox
- George Harmon Coxe
- Edmund Crispin
- Freeman Wills Crofts
- Norman Daniels
- Pierre Darcis
- Avram Davidson
- Miriam Allen DeFord
- Richard Deming
- Stephen Dentiger
- August Derleth
- Thomas B. Dewey
- Francis Didelot
- Carter Dickson
- Mignon G. Eberhart
- Harlan Ellison
- Paul W. Fairman
- J. Jefferson Farjeon
- Philip Jose Farmer
- William Faulkner
- Elizabeth Ferrars
- Bruno Fischer
- Robert L. Fish
- Steve Fisher
- Joan Fleming
- Fletcher Flora
- Leslie Ford
- C. S. Forester
- James M. Fox
- Steve Frazee
- Richard Austin Freeman
- Erle Stanley Gardner
- Andrew Garve
- William Campbell Gault
- Walter B. Gibson
- Frank Gruber
- James Gunn
- John et Ward Hawkins
- Ben Hecht
- Patricia Highsmith
- Edward D. Hoch
- Elisabeth Sanxay Holding
- James Holding
- Dorothy B. Hughes
- Michael Innes
- Carl Jacobi
- Frank Kane
- Henry Kane
- MacKinlay Kantor
- Day Keene
- Baynard Kendrick
- Milward Kennedy
- Rufus King
- Clifford Knight
- Ed Lacy
- Johnston McCulley
- Philip MacDonald
- Pat McMahon
- Francis Van Wyck Mason
- Roger Ménanteau
- Wade Miller
- Nigel Morland
- Frederick Nebel
- Helen Nielsen
- William F. Nolan
- William O'Farrell
- E. Phillips Oppenheim
- Stuart Palmer
- Hugh Pentecost
- Barry Perowne
- Arthur Porges
- Melville Davisson Post
- Talmage Powell
- E. R. Punshon
- Patrick Quentin
- Helen Reilly
- Craig Rice
- Sax Rohmer
- Maurice Roland
- Edward Ronns
- Damon Runyon
- Rafael Sabatini
- Richard Sale
- Sapper
- Dorothy L. Sayers
- Walter J. Sheldon
- Juanita Sheridan
- Robert Silverberg
- Georges Simenon
- Henry Slesar
- Vincent Starrett
- Aaron Marc Stein
- Stewart Sterling
- Rex Stout
- Theodore Sturgeon
- Julian Symons
- B. Traven
- Lawrence Treat
- Louis Joseph Vance
- Rodolfo Walsh
- Thomas Walsh
- Donald E. Westlake
- Raoul Whitfield
- Sara Woods
- Cornell Woolrich
- Philip Wylie

## Référence
- Claude Mesplède (dir.), Dictionnaire des littératures policières, vol. 2 : J - Z, Nantes, Joseph K, coll. « Temps noir », 2007, 1086 p. (ISBN 978-2-910-68645-1, OCLC 315873361), p. 702-703.